# Oscar Straus
Oscar Strauß, que se convirtió en Oscar Straus para no ser confundido con los músicos de la familia Strauss, con la que no tenía ninguna relación, como tampoco con el compositor alemán Richard Strauss, fue un compositor austriaco nacido en Viena el 6 de marzo de 1870 y fallecido en Bad Ischl el 11 de enero de 1954.

## Biografía
Fue hijo de un banquero oriundo de Mannheim, llamado Leopold Straus, Oscar tuvo una infancia tranquila y feliz, pues la buena situación económica de la familia le permitió alternar estudios clásicos con los musicales. Entre sus maestros estuvieron al gran músico Johannes Brahms, que le recomendó comenzara los estudios de contrapunto y composición. Para ello marchó a Berlín en 1891 para trabajar con Max Bruch. Por aquella época conoció a Johann Strauss hijo, quien le inició en la carrera como director de orquesta en el teatro. Estas giras le llevarían desde Bratislava hasta a Hamburgo. 
Compuso sus primeras canciones en 1900 en un cabaret de Berlín en el que actuaba como pianista. Más tarde, en 1904, se representaron sus primeras operetas, aunque consiguió su primer éxito en 1907 con la opereta Sueño de vals. Se casó con la cantante Clara Singer. La felicidad familiar ayudó a su carrera como compositor, que estuvo muy influenciada por su paso por Hollywood en los años treinta. Tras la anexión de Austria por parte de Alemania, Oscar, por ser judío se vio obligado a exiliarse. Primero fue a París donde escribió Los tres valses para la célebre Yvonne Printemps, opereta donde los tres Strauss se conjugan pese a no ser parientes y que después de dos años en el teatro fue llevada al cine; luego a Nueva York, y finalmente Hollywood, regresando a Austria acabada la contienda, concretamente a Bad Isch, donde escribió sus últimas composiciones, entre ellas el famoso vals que serviría como tema central de la película La Ronda de Max Ophüls. Allí falleció en 1954.

## Obras

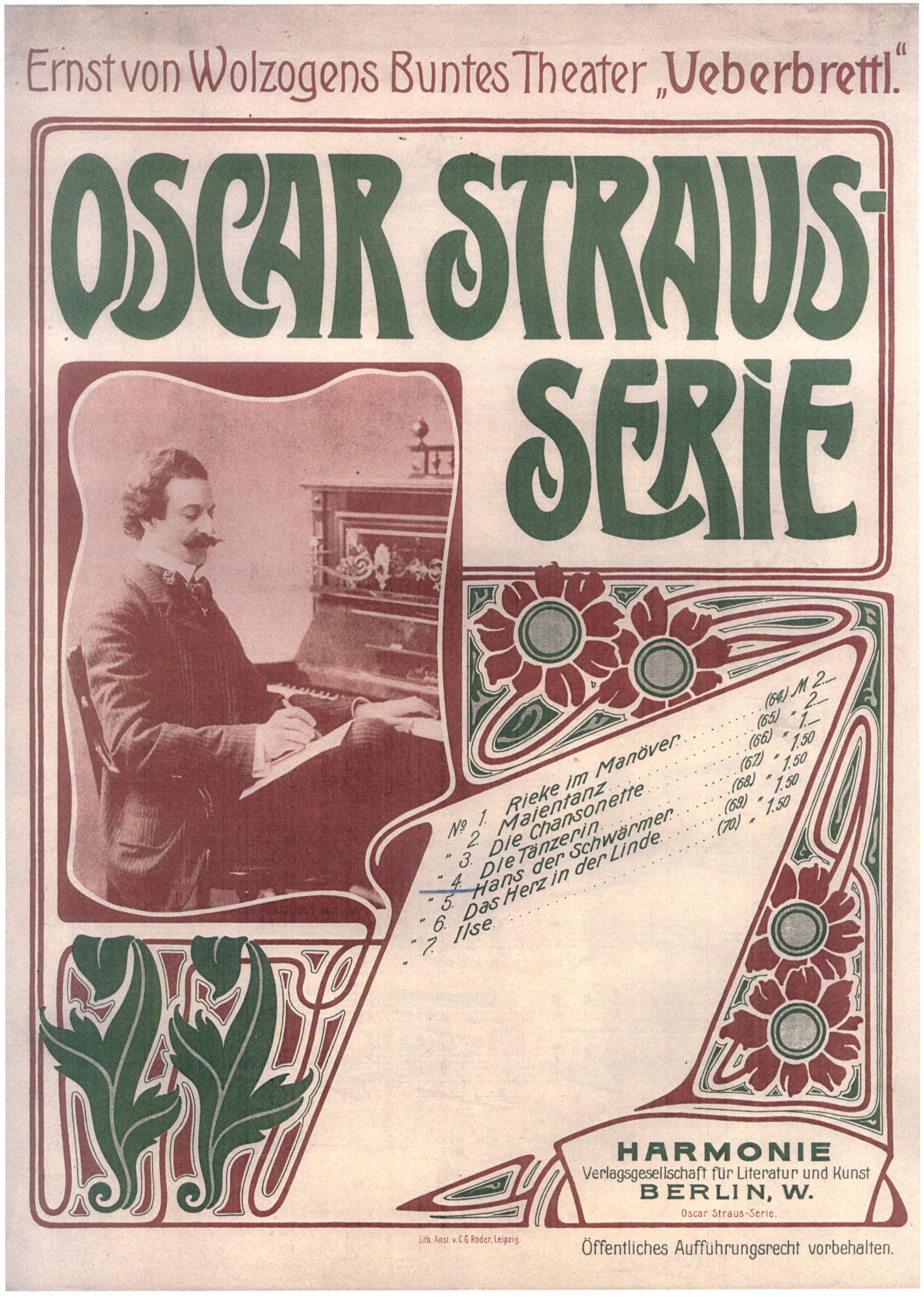
Afiche de Oscar Straus.

- Cincuenta obras para el teatro, que incluyen opereta, ópera y singspiels, entre las que destacan:
  - Los alegres Nibelungos (Die lustigen Nieblungen, 1904).
  - Sueño de vals (Ein Walzertraum, 1907).
  - La bella desconocida (Die schöne Unbekannte, 1915).
  - Una noche de baile (Ein Ballnacht, 1918).
  - El último vals (Der letzte Walzer, 1920).
  - Las perlas de Cleopatra (Die Perlen der Cleopatra, 1923).
  - La Teresina, 1925.
  - Una mujer que sabe lo que quiere (Eine Frau, die weiss was sie will, 1923).
  - Marietta o cómo se escribe la Historia, 1928.
  - Mis amores, 1940.
- Música para película, compuso una decena de canciones para películas entre ellas el vals de La ronda.
- Canciones para cabaret, de las que escribió unas 500.
- Además escribió música de coro, música de cámara y música de orquesta.